# Iglesia de madera de Hedared

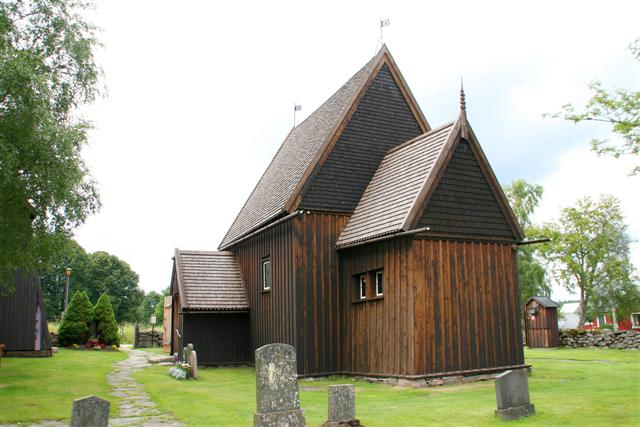
Iglesia de madera de Hedared.

La iglesia de madera de Hedared es un stavkirke en el municipio de Borås, Suecia. De todas las stavkirke medievales que han perdurado hasta la actualidad es la única que fue construida fuera de Noruega.
Es una pequeña iglesia (35 m cuadrados) de una sola nave y junto a la iglesia de Haltdalen, forma parte del grupo más sencillo de stavkirke. Además de la nave, hay un pequeño coro.
Tomando en consideración su tipo, había sido datada en el siglo XIII, pero gracias a nuevas investigaciones y a las técnicas de dendrocronología se ha establecido que la madera fue cortada en el año 1501. Por lo tanto, la iglesia habría sido completada, cómo muy pronto, dos años después. Lo anterior se refuerza con una carta episcopal de 1506, cuando se habla de la construcción de la iglesia.

## Exterior
Los muros exteriores consisten de tablones convexos de encina que se mantienen unidos en un armazón de postes (stav) verticales y soleras.
Durante una renovación en 1781 se añadió un nuevo porche en la entrada de la iglesia, en el lado occidental, además de pequeñas ventanas rectangulares. Se cree que éstas fueron las primeras ventanas de la iglesia, pero no es seguro. El porche fue demolido durante una nueva remodelación en 1901, cuando el gobierno sueco, a través del Departamento Nacional de Antigüedades (Riksantikvarieämbetet), desarrolló un programa para restablecer el aspecto medieval de la iglesia. Una nueva restauración ocurrió entre 1995 y 1997.

## Interior

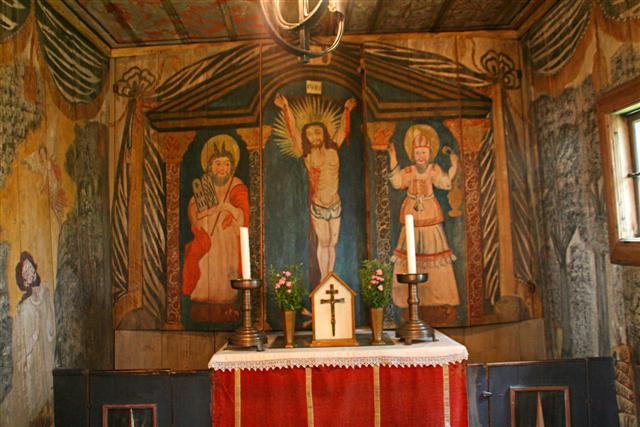
Interior de la iglesia.

Al parecer hubo por lo menos una iglesia más antigua en el mismo lugar. En la década de 1930 se hallaron los restos de un retablo pintado en el exterior de los tablones. El retablo, datado hacia el siglo XIV, tenía una representación de la coronación de la Virgen María. Otros elementos antiguos son una arte de Madonna de madera y una pintura de San Francisco de Asís que se localizan en el altar lateral, y qué se cree qué son piezas de otro templó qué fueron trasladadas a la iglesia de Hedared cuando ésta fue erigida.